# Кактус (теория графов)
В теории графов «кактус» (иногда используется название кактусовое дерево) — это связный граф, в котором любые два простых цикла имеют не более одной общей вершины. Эквивалентно, любое ребро в таком графе принадлежит максимум одному простому циклу.  Эквивалентно (для нетривиального кактуса), любой блок (максимальный подграф без шарниров) является ребром или циклом.

## Свойства
Кактусы являются внешнепланарными графами. Любое псевдодерево является кактусом.
Семейство графов, в которых каждая компонента является кактусом, замкнуты по операциям взятия минора графа. Это семейство графов можно описать указанием единственного запрещённого минора, «алмаза» с четырьмя вершинами, образованного удалением ребра из полного графа K4.

## Алгоритмы и приложения
Кактусы, являясь частным случаем внешнепланарных графов, позволяют решать некоторые NP-трудные задачи о размещении объектов и другие задачи на графах за полиномиальное время, что было показано в работах Бен-Моше, Бхаттачарьи и Ши, а также Змазека и Зеровника. Благодаря своей структуре, кактусы также упрощают решение многих задач комбинаторной оптимизации.
Одним из ранних применений кактусов стало моделирование электрических цепей, особенно в контексте представления операционных усилителей, что исследовали Ниши и Чуа. В более поздних исследованиях кактусы нашли применение в сравнительной геномике для визуализации связей между геномами или их фрагментами.
Связный кактус, у которого каждая вершина принадлежит не более чем двум блокам, называют декабристом . Интересно, что любой полиэдральный граф содержит подграф-«декабрист», включающий все его вершины. Этот факт сыграл ключевую роль в доказательстве Лейтона и Мойтры, утверждающем, что любой полиэдральный граф допускает жадное вложение в евклидову плоскость. Такое вложение позволяет назначать вершинам координаты так, что жадный алгоритм маршрутизации успешно доставляет сообщения между любыми парами вершин.

## История
Кактусы впервые изучались под названием деревья Хусими, данным им Фрэнком Харари и Джорджем Юджином Уленбеком в честь работавшего с этими графами японского физика, иностранного члена РАН Кодзи Фусими (в русскоязычной литературе по графам фамилию транскрибируют как Хусими). В той же статье используется название "кактус" для графов этого типа, в которых любой цикл является треугольником, но ныне разрешены циклы любой длины.
Между тем название дерево Хусими стали использовать для графов, в которых каждый блок является полным графом. Это название имеет мало общего с работой Хусими, и для графов этого семейства теперь используется более уместный термин «блоковый граф», а термин дерево Хусими используется всё реже.